# Chrystus uzdrawia paralityka przy Sadzawce Betesda (obraz Bartolomé Estebana Murilla)
Chrystus uzdrawia paralityka przy Sadzawce Betesda (hiszp. El milagro de la Piscina lub La curación del paralítico) – powstały w 2. poł. XVII w. obraz autorstwa hiszpańskiego malarza barokowego Bartolomé Estebana Murilla.

## Historia
Dzieło znajduje się w kolekcji londyńskiej Galerii Narodowej. Powstało dla Szpitala św. Jerzego w Sewilli. Z Hiszpanii zostało wywiezione w 1812 przez marszałka Soulta. National Gallery w Londynie weszło w jego posiadanie w 1950.
Obraz jest jednym z ośmiu dzieł, które Murillo namalował na zamówienie zajmującego się dobroczynnością Bractwa Miłosierdzia z Sewilli (hiszp. La Hermandad de la Caridad de Sevilla). Historycy sztuki uważają je za najlepsze dzieła mistrza, w których najlepiej ujawnił się kunszt jego pędzla. Z całej serii tylko cztery zachowały się w Hiszpanii: Cud chlebów i ryb, Mojżesz na skale Horebu, Święta Elżbieta Węgierska oraz Święty Jan Boży. Pozostałe, wywiezione przez wojska napoleońskie w 1812, ostatecznie trafiły do kilku dużych muzeów na świecie: Londynu (Chrystus uzdrawia paralityka przy Sadzawce Betesda, National Gallery), Ottawy (Abraham przyjmuje trzech aniołów, National Gallery), Petersburga (Uwolnienie św. Piotra Apostoła, Ermitaż) i Waszyngtonu (Powrót syna marnotrawnego, National Gallery of Art).

## Opis
Murillo przedstawił znaną z Nowego Testamentu scenę cudownego uzdrowienia paralityka nad Sadzawką Betesda. Chrystusowi towarzyszą Apostołowie. Chromy leży na noszach z rozłożonymi rękami. Jezus wykonuje gest obdarowania, otwierając prawą dłoń. W oddali widać zabudowania nad jerozolimską sadzawką i leżących wokół niej chorych, oczekujących na poruszenie się wody w basenie. Na tle pochmurnego nieba widać zstępującego anioła, który poruszał wodę, by dokonać kolejnego cudu. Obraz miał być ilustracją jednego z dzieł miłosierdzia: opieki nad chorymi, którymi zajmowało się sewillskie bractwo – Konfraterni Santa Caridad. Należał do niego od 1665 sam Murillo.